# سور آبلة
سور آبلة (Muralla de Ávila) هو سور عسكري روماني يحيط بالمدينة القديمة من آبلة، في المحافظة بذات الاسم في منطقة الحكم الذاتي من قشتالة وليون، إسبانيا.
شكلت الجدران عاملا مهما في تخطيط المدن تاريخيا، حيث ساهمت في توزيع الفضاء الحضري بين مختلف الفئات الاجتماعية التي قطنت آبلة. شكل السور يمثل الحد الفاصل بين «الفضاء المتوحش» و«المتحضر». كانت منطقة «مستوى الأرض» هي التي يقطنها الفلاحون، الطبقة الاجتماعية الأقل شأنا في المدينة. كان على الفلاحين دفع 80٪ من تكاليف البنية التحتية الحضرية، بما في ذلك الجدار، وأعمال الصيانة عليه. وفقا للتقاليد، رسى بناء الجدار على اثنين من كبار المهندسين: الروماني كاساندرو الفرنسي فلورين دي بيتوينغا. تظهر دراسة البنية الدفاعية للسور ارتباطا في التشكل والبناء مع أسوار منطقة الأندلس.
الطبيعة العسكرية للجدار ظاهرة إلى اليوم، مع التحصينات الإضافية من القرن الرابع عشر.
سور آبلة هو ملك الدولة الإسبانية ويدار من قبل بلدية آبلة. إلا أن ملكية بعض المقاطع التي ترتبط ببعض المباني مثل القصور والكنائس (بما في ذلك الكاتدرائية) خاصة.

## الميزات

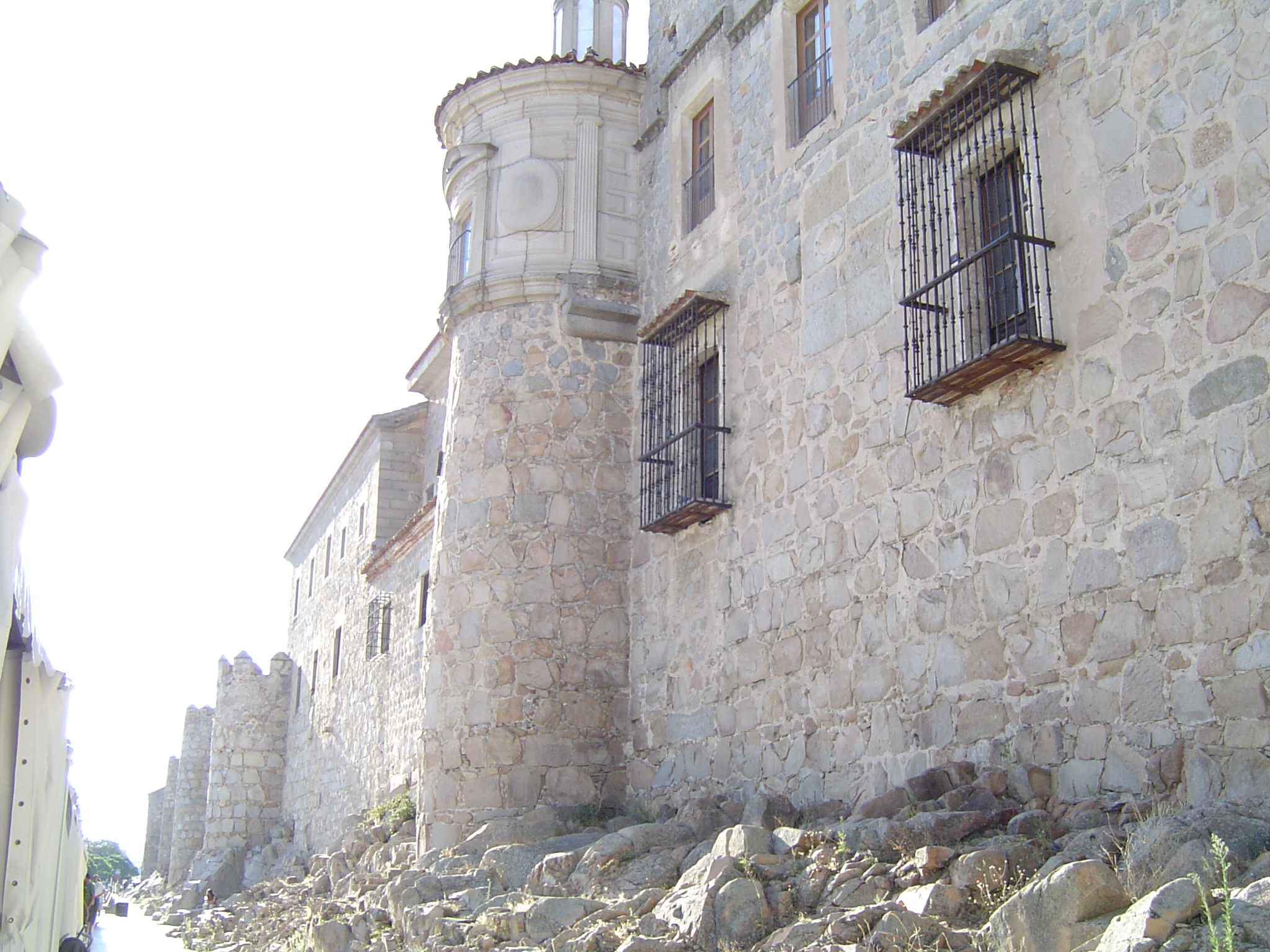
الواجهة الخلفية من قصر دافيلا تقع في الجدار.

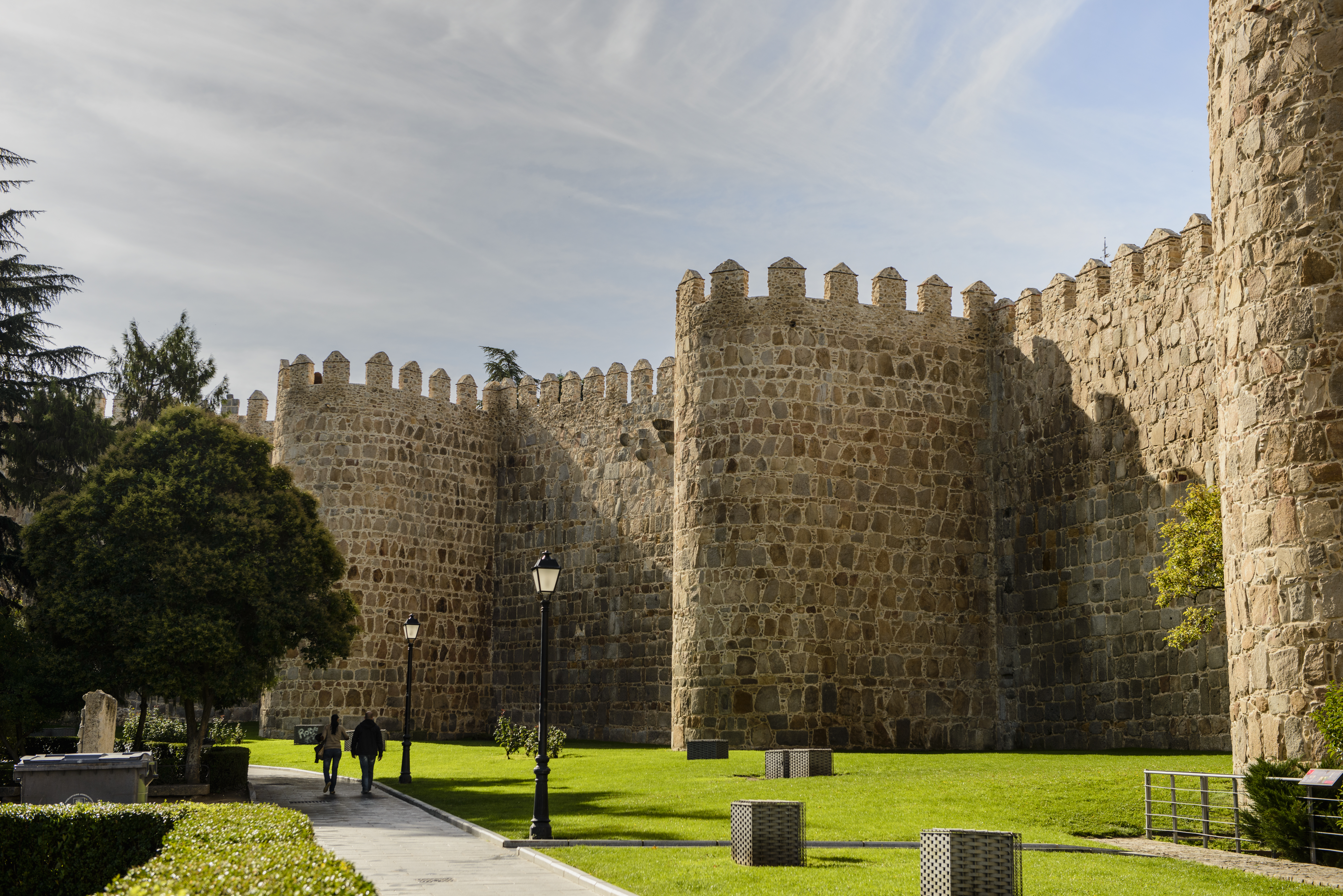
المتنزه بجانب الجدار.

محيط الجدار 2516م وفيه 2500 ثلمة و87 برج و9 أبواب. يغطي مساحة 33 هكتارا ويشكل مستطيلا متجها من الشرق إلى الغرب. سماكة الجدران 3 أمتار وارتفاعها 12 مترا. استخدمت التضاريس في تخطيط البناء عوضا عن بناء السدود أو الدعامات.
 من الأبواب التسع المذكورة، البابان الأكثر إثارة للإعجاب بسبب دفاعاتهما هما باب القصر (الكازار) وباب سان فيسنتي. وكلاهما يقع على الجدار الشرقي، على أرض مسطحة، ولأنها الجهة الأسهل للوصول والأكثر عرضة للهجمات، كانت تحصيناتها هي الأقوى.
من أجل بناء السور، استخدمت المواد من المقبرة الرومانية والإنشاءات المدنية وكذلك الجدران القديمة الرومانية والقوطية الغربية. الحجر المستخدم هو الجرانيت الرمادي والأسود من نفس المصدر. استخدم أيضا الطوب والملاط والجير.
على الرغم من أن المدينة كانت مسوّرة أو مسيّجة منذ الغزو الروماني، إلا أن هذا الجدار يعود إلى النصف الثاني من القرن الثاني عشر. يستند هذا التسلسل الزمني إلى المورفولوجيا وإلى الوثائق المختلفة. يعتقد بأن الجدار الروماني كان أضيق، وهذا بناءا على أن جدران ليون كان محيطها 1700م وكانت أكثر أهمية من آبلة. إلا أن رودريغيز ألميدا أظهر وجود قطاعين أصليين من الجدار الروماني البدائي مضمنان في الجدار الذي بني في العصور الوسطى في قوس سان فيسينتي.

### الأبواب والعناصر المتصلة
للجدار تسعة أبواب، وتسمى محليا الأقواس:
1. باب القصر (الكازار) أو السوق الكبير، حيث تخلى إنريكي الرابع ملك قشتالة عن العرش صوريا، في ما بات يعرف بمهزلة آبلة.
2. باب الكاتدرائية أو الموالين أو وزن الدقيق، فتح في القرن السادس عشر.
3. باب سان فيسنتي.
4. قوس المارشال، سمي بهذا الاسم على اسم ألفارو دافيلا مارشال الملك خوان الثاني ملك قشتالة الذي قام بتمويل بنائه.
5. قوس كارمن أو السجن ، فتحة بين برجين مربعين. تم ترميمه في القرنين الرابع عشر والسادس عشر.
6. باب المقولة السيئة أو الحظ السيء أو شعبيا قوس الغجر، الذي يدخل إلى الحي اليهودي.
7. باب القديسة أو الجبل الأسود، وسمي كذلك لأنه كان يصل إلى منزل القديسة تيريزا.
8. بوابة راسترو دي غراخال أو النجمة، وله قوس من القرن السادس عشر.
9. باب الجسر، رمم في القرنين الخامس عشر والسابع عشر.

عند كل باب من الأبواب التسعة في الجدار، هناك قصر واحد أو أكثر للدفاع عن كل بوابة. بنيت هذه المنازل بين القرنين الخامس عشر والسادس عشر.

#### باب القصر (الكازار)

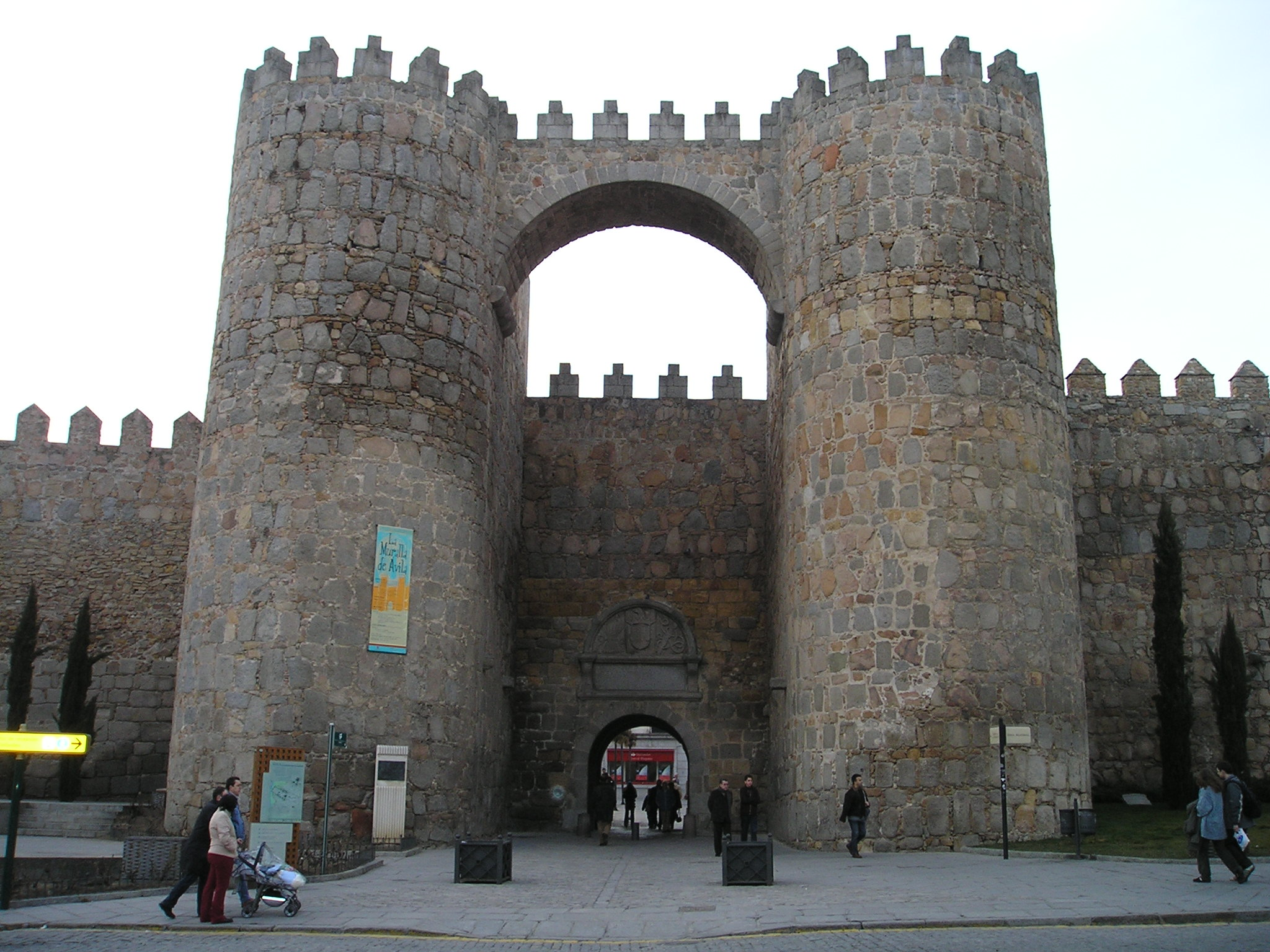
باب القصر (الكازار) ، وتقع في بلازا دي سانتا تيريزا.

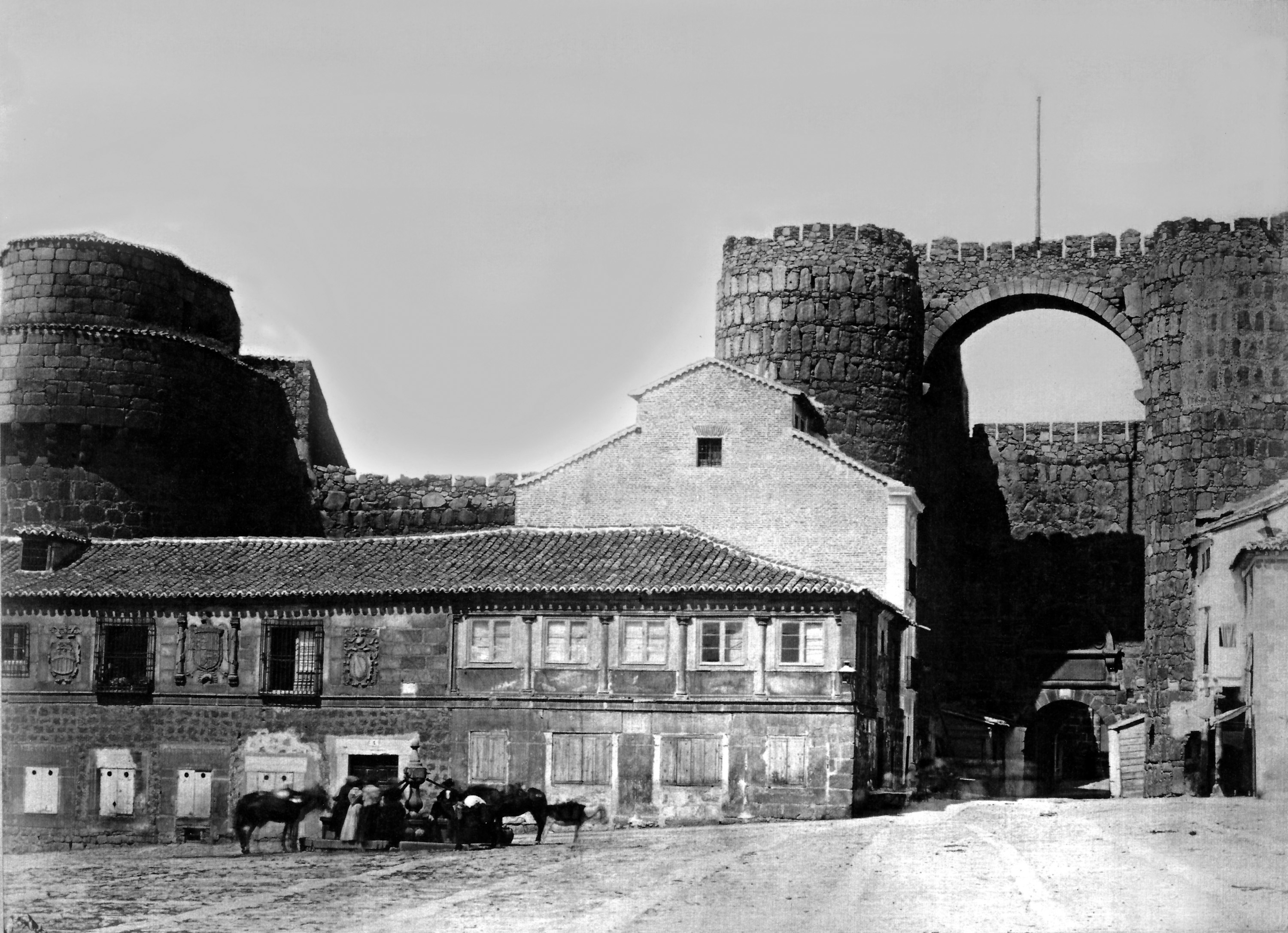
باب الكازار في عام 1864 ، قبل الترميم من قبل ريبوليس.

#### برج الكاتدرائية

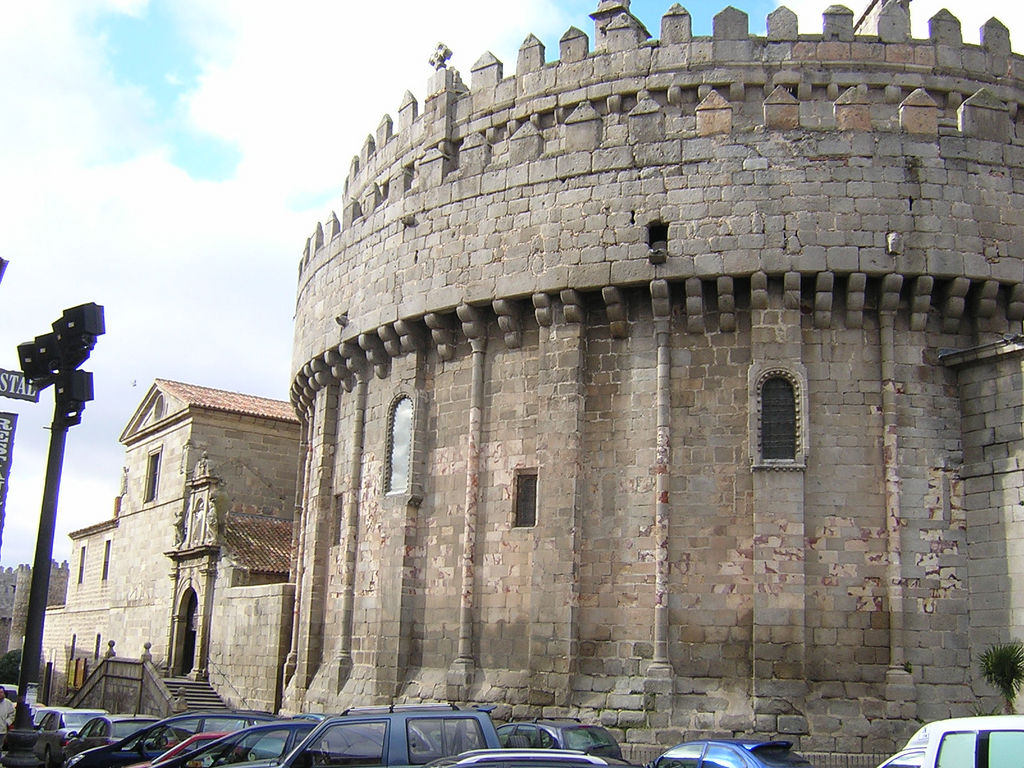
برج الكاتدرائية.

## التاريخ

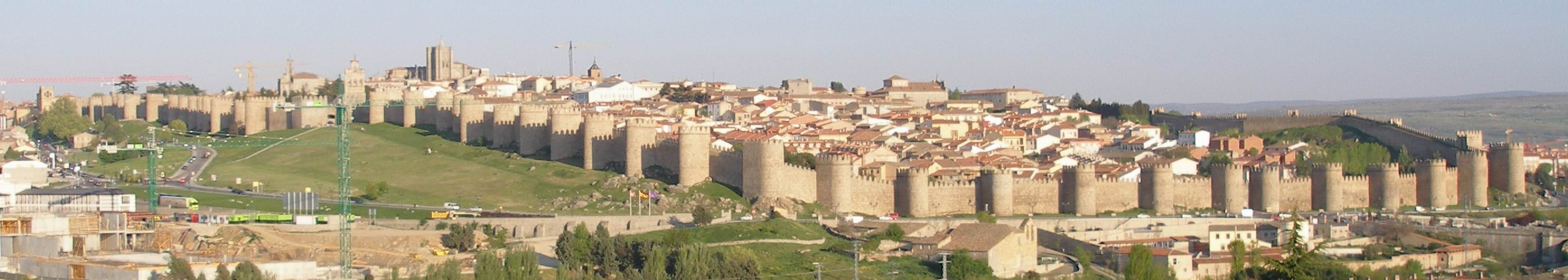
منظر عام للسور.

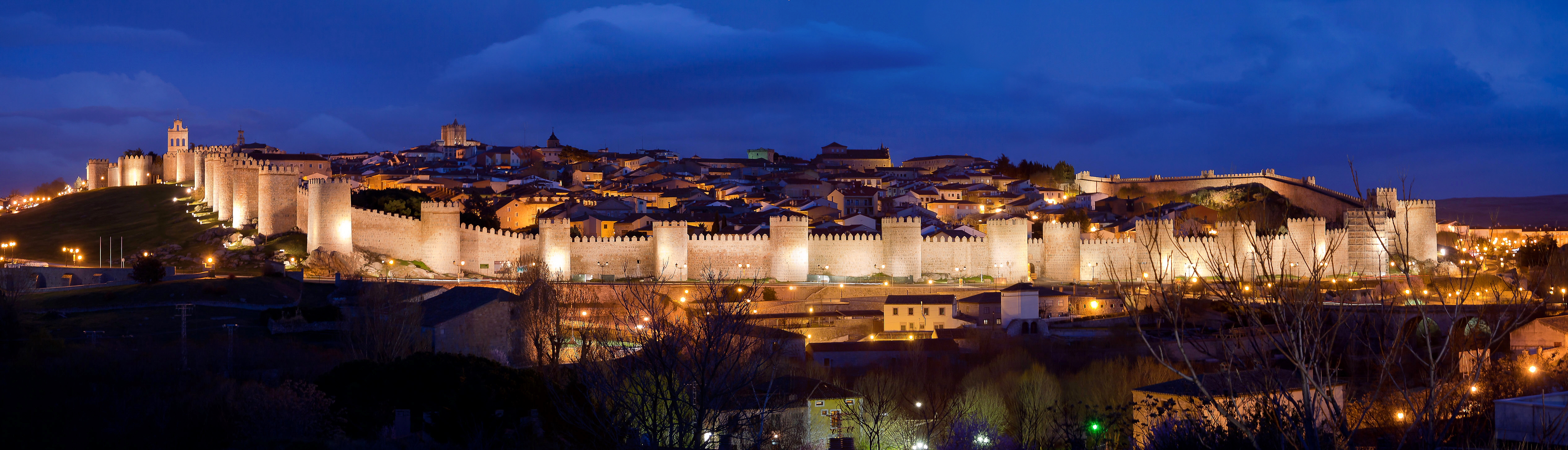
منظر ليلي لسور المدينة.

## الزيارات

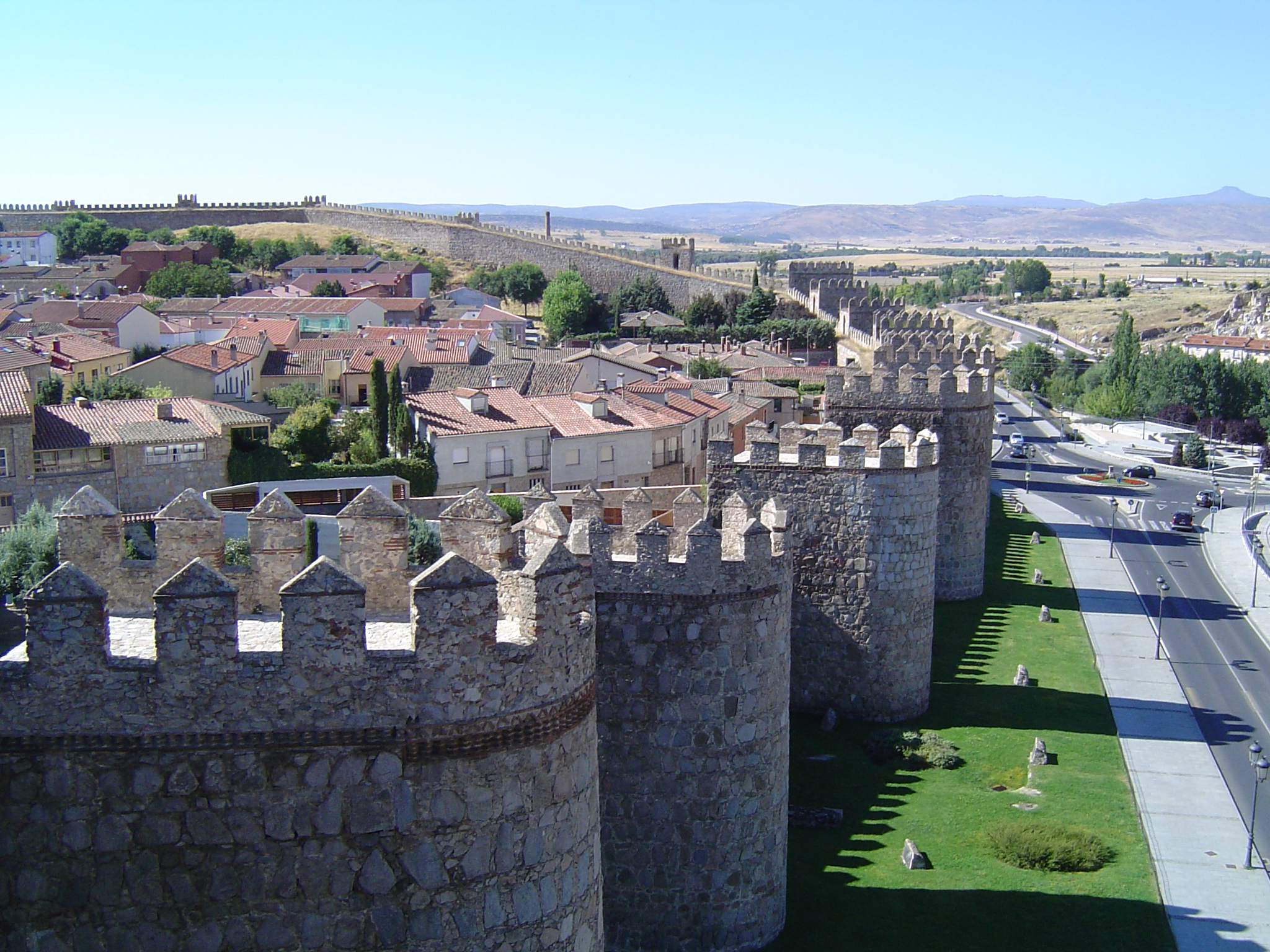
منظر علوي لمقطع من الجدار.

## معرض صور

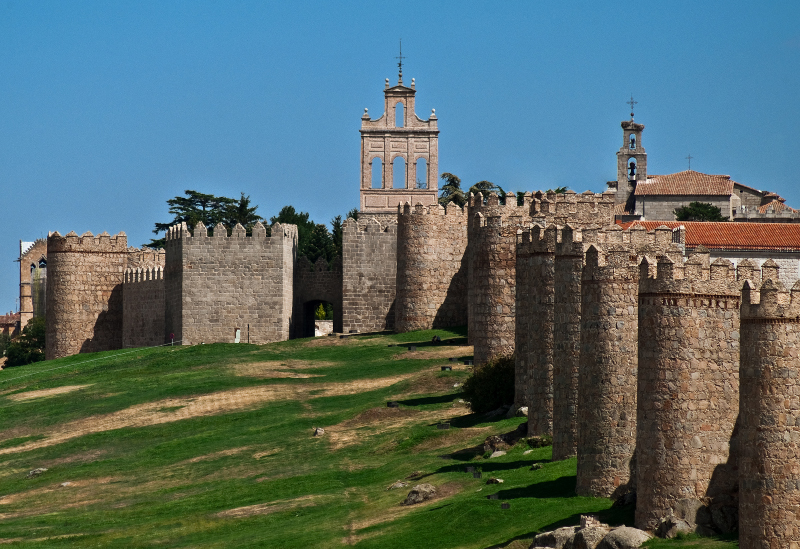
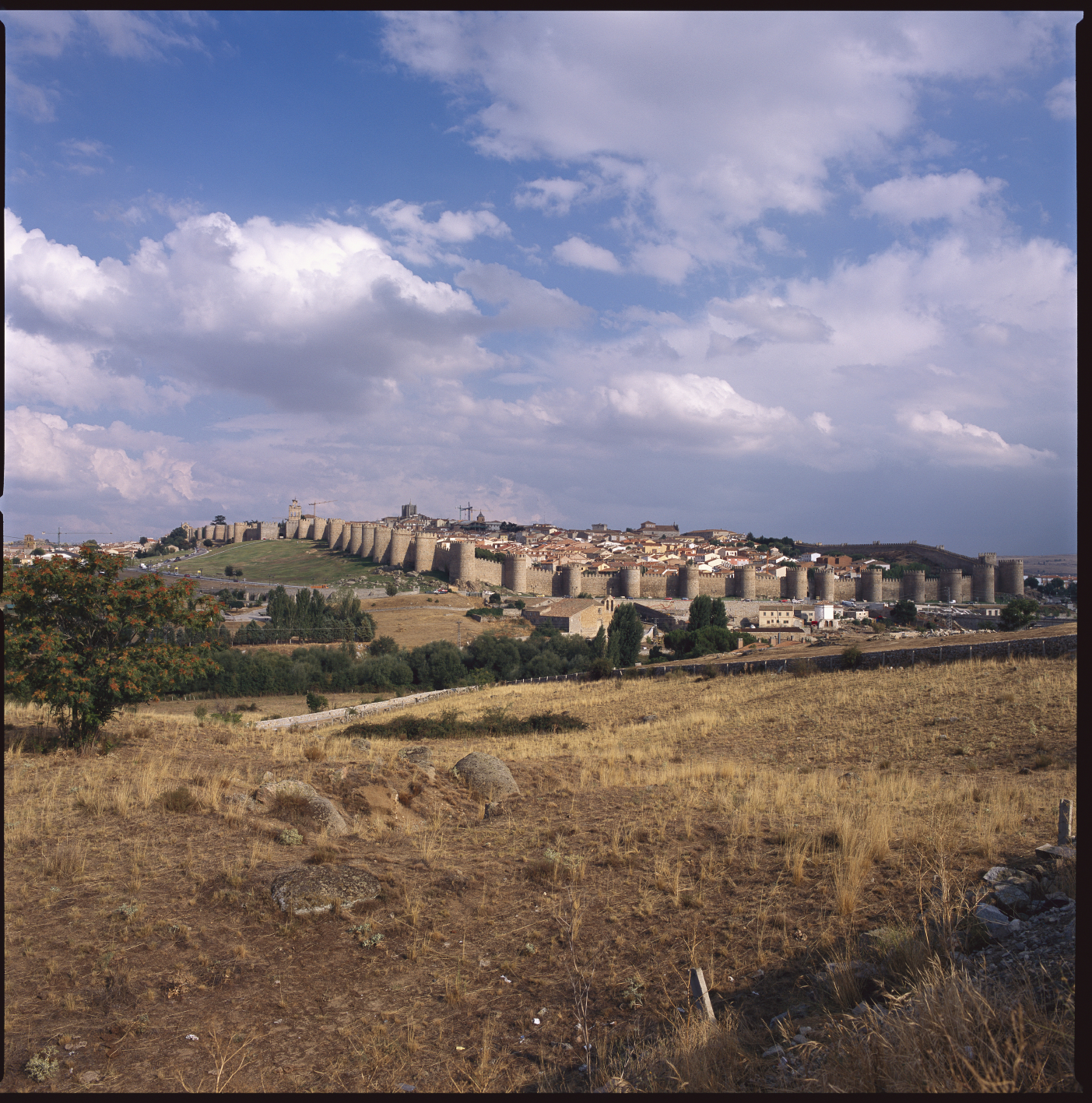
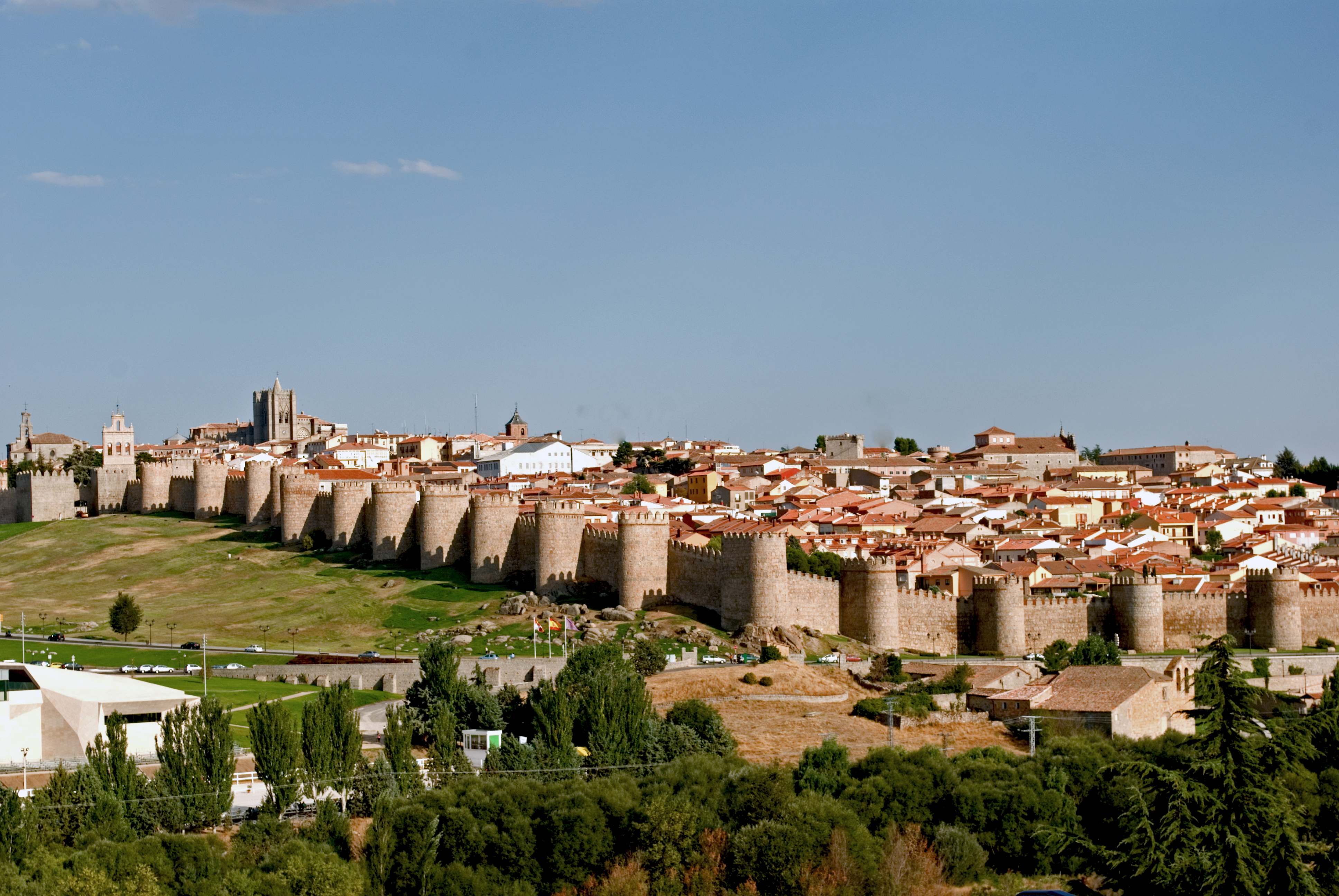
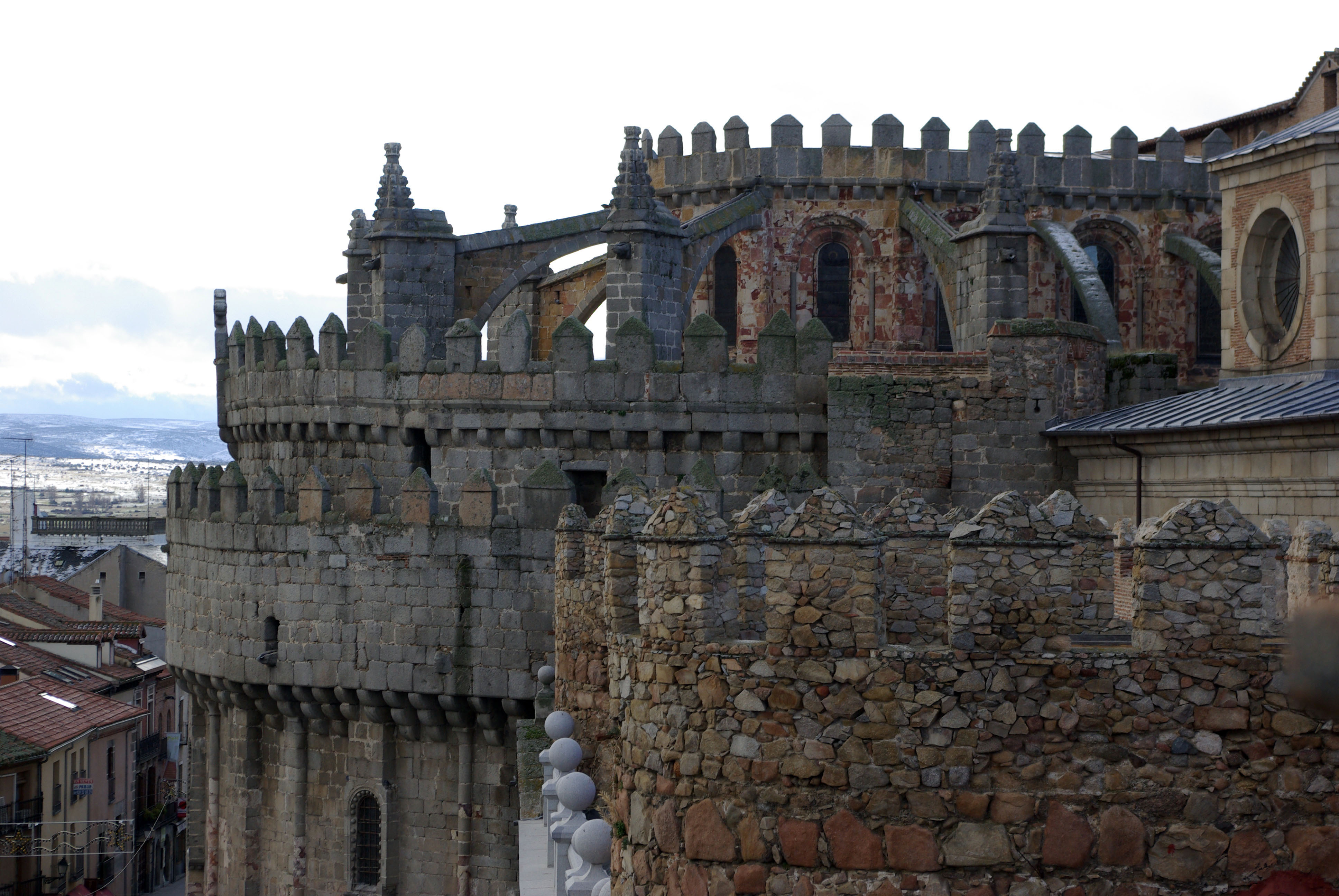
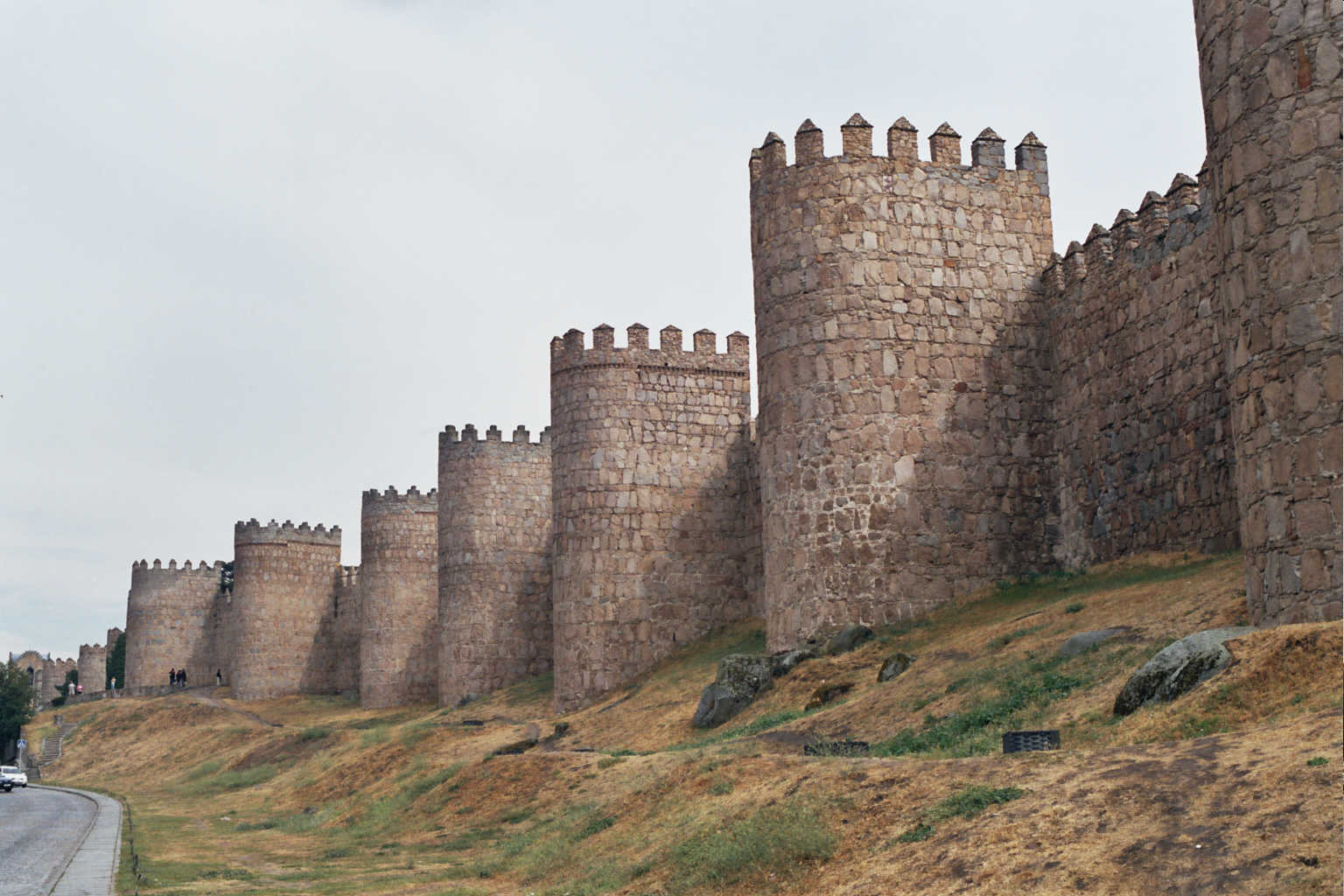

- 1=مدينة أفيلا القديمة وكنائسها القائمة خارج أسوار المدينة